# Harry Sørensen (gymnast)
Rino Harry Charles Sørensen (født 19. april 1892 i Flensborg, død 14. september 1963 i Aarhus) var en dansk gymnast, som deltog i OL 1920.

## Gymnastikkarriere
Sammen med 19 andre danske deltagere deltog han i holdgymnastik efter frit system ved OL 1920 i Antwerpen. Kun to nationer stillede op, og Danmark fik 51,35 point på førstepladsen, mens Norge vandt sølv med 48,55 point.